# Karl von Eichthal

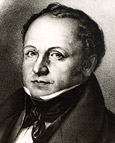
Karl Freiherr von Eichthal

Karl Freiherr von Eichthal (* 19. Februar 1813 in München; † 3. Juli 1880 in Miesbach; geboren als Carl Seligmann) war in dritter Generation königlich-bayerischer Hofbankier sowie königlich bayerischer Kämmerer und Unternehmer jüdischer Herkunft in München.

## Werdegang und Wirken
Seine Eltern waren Julie Mayer und Simon Freiherr von Eichthal, seine Brüder waren Julius und Ludwig Freiherr von Eichthal.
1830 erhielt er das Abitur am (heutigen) Wilhelmsgymnasium München.
Er war 1869 Mitgründer der Bayerischen Vereinsbank. Auf ihn geht die Errichtung zweier Stadtquartiere zurück: das Gärtnerplatzviertel und das Franzosenviertel in Haidhausen. Zusammen mit den Rothschilds aus Frankfurt und dem Rentier von Fröhlich aus  München finanzierte er die Bayerische Ostbahn. 
Eichthal erwarb im Jahr 1857 Schloss Hohenburg und 1871 das Schloss Egg. 1868 wurde er für den Reichstagswahlkreis Oberbayern 6 als Abgeordneter ins deutsche Zollparlament gewählt. Nach seinem Tod wurde sein Palais in der Theatinerstraße von München an ein Consortium veräußert. 

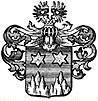
Wappen derer von Eichthal

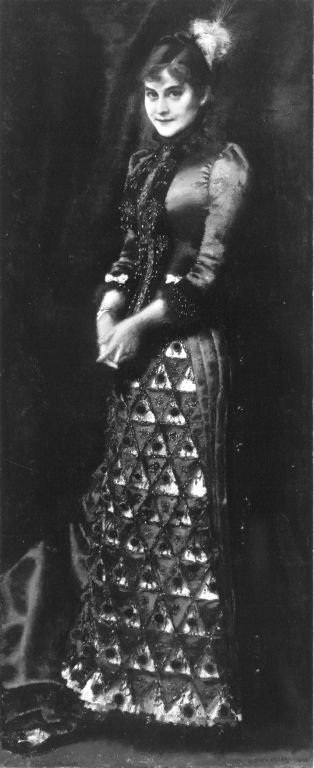
Porträt der Irene von Eichthal (1896)

## Familie
Carl von Eichthal war verheiratet mit Isabella Gräfin Khuen von Belasi. Diese war Miteigentümerin einer Waffenfabrik im säkularisierten Kloster St. Blasien. Die Gewinne aus dem Deutsch-Französischen Krieg investierte das Ehepaar in die Urbanisierung ihres Immobilienbesitzes, des späteren Gärtnerplatzviertels und des Franzosenviertels in Haidhausen.
Das  Ehepaar hatte vier Kinder:
- Karl Robert Freiherr von Eichthal, königlich-bayerischer Kämmerer, Premierleutnant und Besitzer auf Offenberg; er nahm am Deutsch-Französischen Krieg von 1870/71 als Leutnant bei den Kürassieren teil, war dann Attaché bei der deutschen Botschaft in Rom und London, Kammerherr des Königs von Bayern; verheiratet war er mit Louise Gräfin von Ötting-Fünfstetten auf Wiesenfelden, ihre Erbtochter war die Baronesse Maria Athanasie
- Sophie, Freifräulein von Eichthal, heiratete einen Baron von Rummel
- Charlotte, Freifräulein von Eichthal, verheiratet mit Friedrich Heinrich von Podewils (1843–1893), Sohn des Politikers Friedrich von Podewils.[5]
- Irene (* 31. August 1858; † 6. Januar 1907), Freifräulein von Eichthal, verehelicht mit Albert von Keller